# Aerolot
Aerolloyd, od 1925 Aerolot – jedna z pierwszych polskich linii lotniczych, działająca w latach 1922–1928.

## Historia

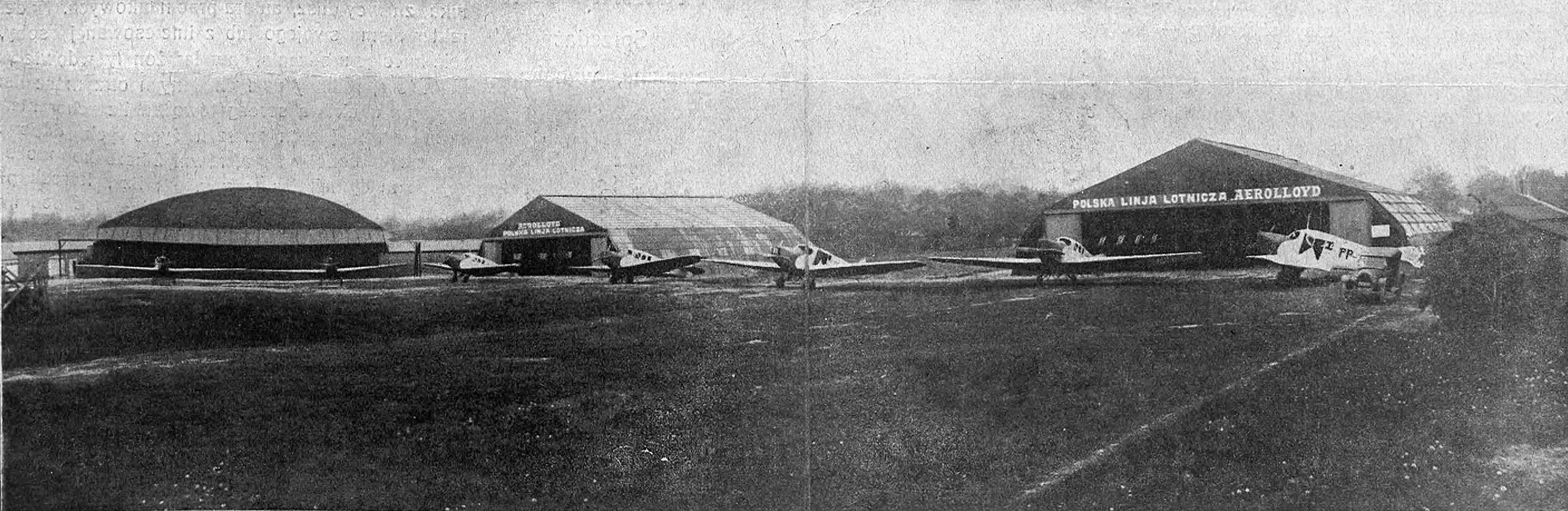
Polska Linia Lotnicza „Aerolloyd” (1925)

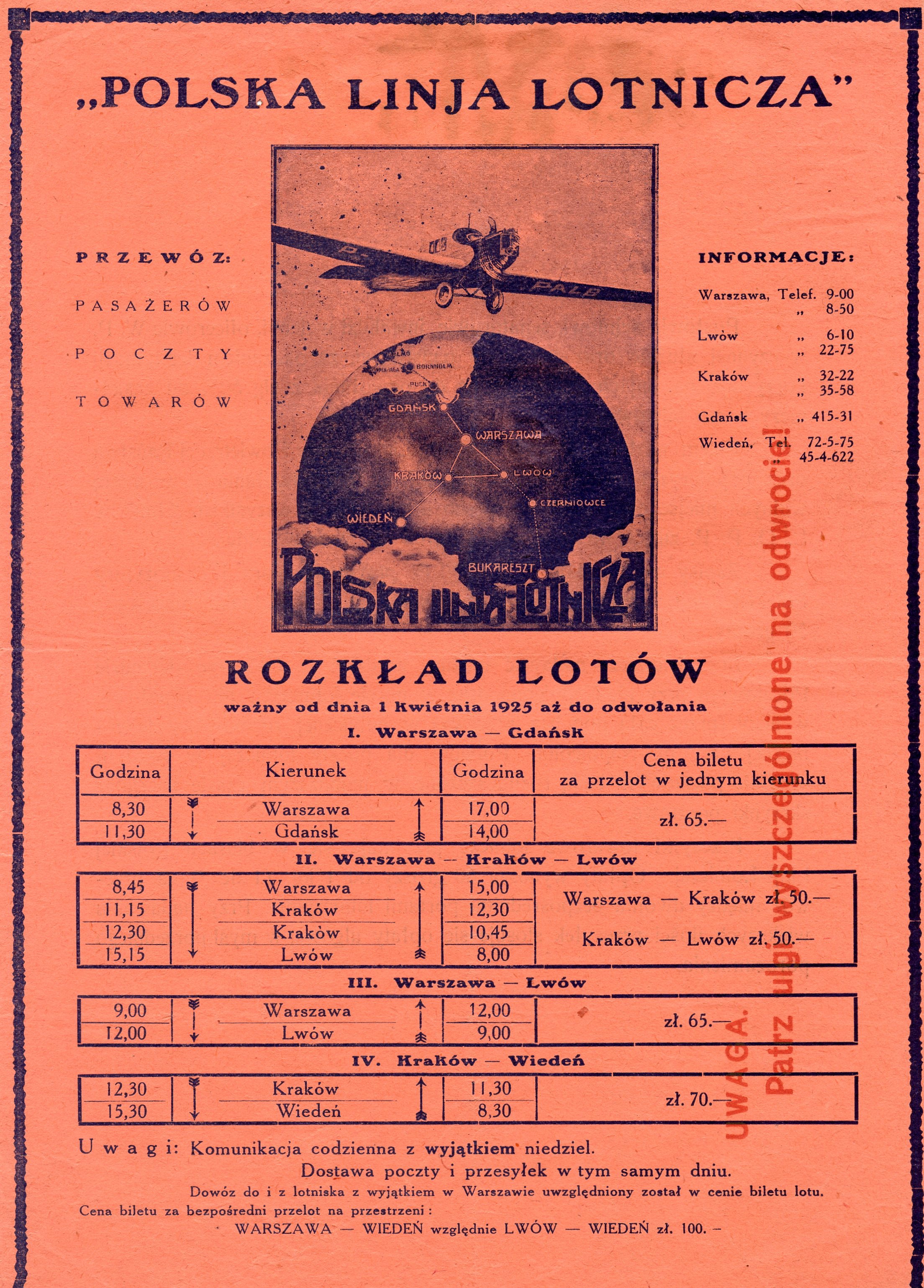
Rozkład lotów z 1925

Spółka Polska Linia Lotnicza „Aerolloyd” SA została założona 3 czerwca 1922, jako pierwsza polska regularna linia lotnicza. Oparta była na kapitale niemieckim. Była ona subwencjonowana przez rząd, który nadto zezwolił na używanie wojskowych lotnisk i infrastruktury oraz wojskowej służby meteorologicznej. Warsztaty mieściły się na terenie gdańskiego lotniska. Pierwszym połączeniem było Wolne Miasto Gdańsk – Warszawa – Lwów, a w 1923 doszło Warszawa – Kraków. W 1925 dodano pierwsze połączenie zagraniczne: Warszawa – Kraków – Wiedeń oraz linię Kraków – Lwów. Od 1926 wprowadzono też połączenie Warszawa – Łódź oraz lądowanie w Brnie na linii Kraków – Wiedeń. Projektowane były trasy do Bukaresztu i Kopenhagi. W maju 1925 zmieniono nazwę na Polska Linia Lotnicza „Aerolot” SA.
Pierwszymi samolotami było zakupionych w 1922 sześć metalowych jednosilnikowych dolnopłatów dla 4 pasażerów Junkers F 13 (znaki rejestracyjne od P-PALA do P-PALF). W 1923 dokupiono trzy Junkersy (P-PALG, P-PALH i P-PALK), a w 1925 kolejne trzy (P-PALL, P-PALM, P-PALN). Po reorganizacji i zmianie nazwy na Aerolot, zakupiono 4 dalsze Junkersy (P-PALO, P-PALP, P-PALR i P-PALS). Łącznie więc Aerolot posiadał 16 samolotów tego typu. Jeden z nich, P-PALS został rozbity w 1925.
Ponadto, w sierpniu 1925 Aerolot zakupił trzysilnikowy wodnosamolot Junkers G 23W dla 9 pasażerów, planując połączenie Gdańsk – Malmö – Kopenhaga (nr rej. P-PAWA). Po lotach próbnych jednak zrezygnowano z tego zamiaru i samolot zwrócono do wytwórni.
28 grudnia 1928 połączono Aerolot z linią lotniczą Aero i Śląskim Towarzystwem Lotniczym, tworząc państwową firmę Linie Lotnicze LOT Sp. z o.o.